# 东方既白

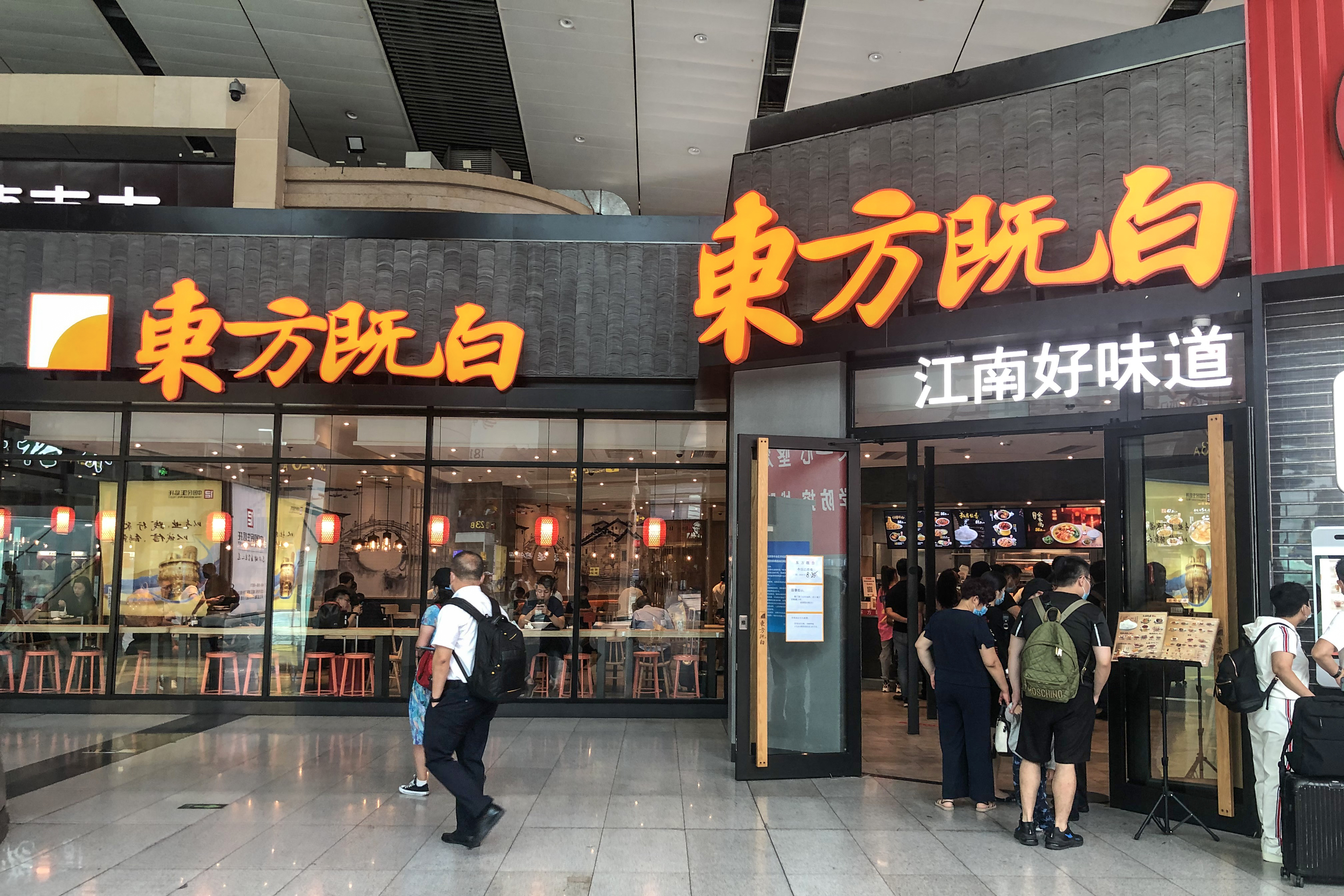
东方既白北京南站店（2020年）

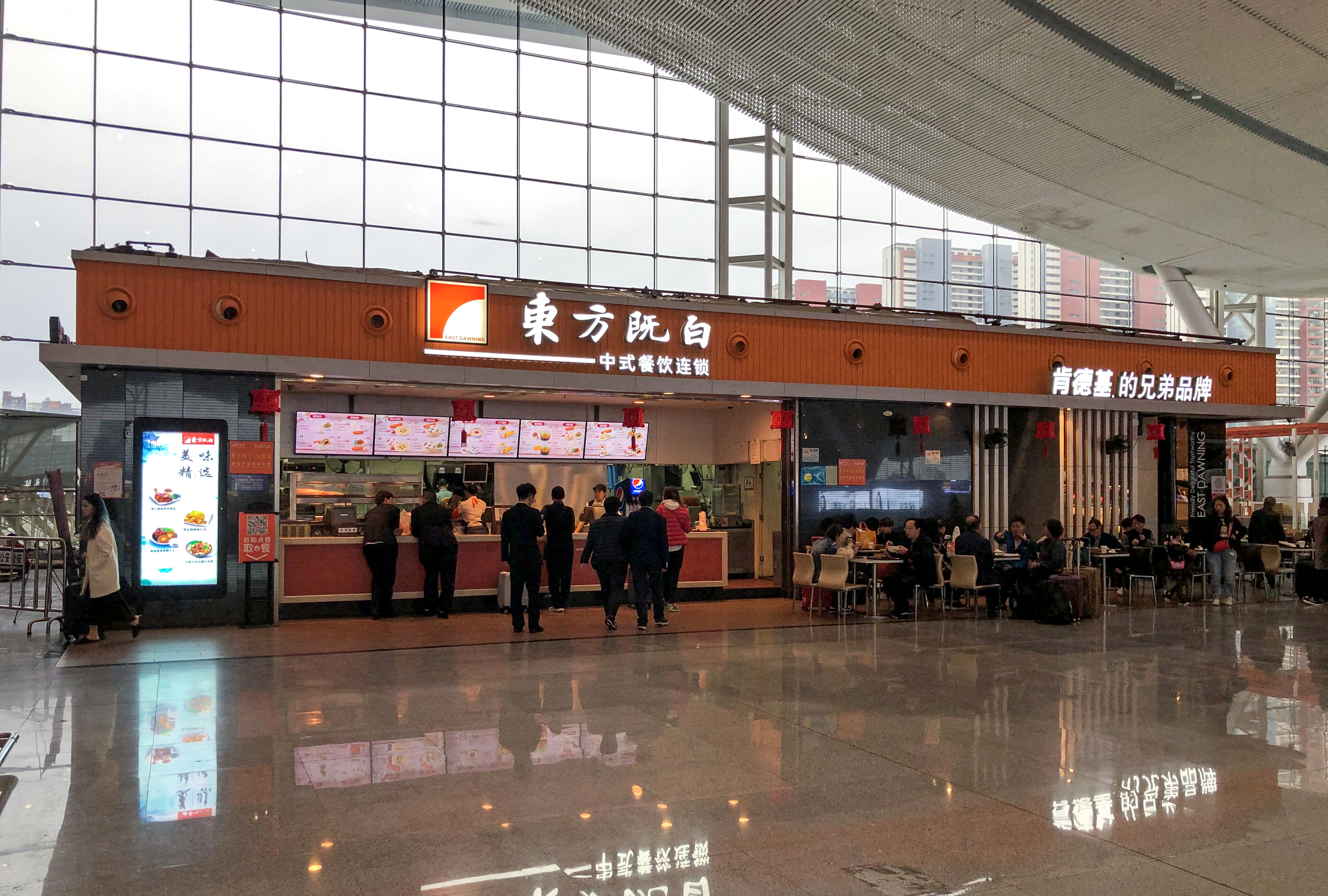
东方既白深圳北站店（2019年）

东方既白，是百胜中国旗下的实验性中式快餐连锁品牌，是其在中国推出的第五大餐饮品牌，也是肯德基在中國的兄弟品牌，于2022年关闭。

## 名字来源
客喜而笑，洗盞更酌。肴核既盡，杯盤狼籍，相與枕藉乎舟中，不知東方之既白。——蘇軾，赤壁赋

## 歷史
2004年5月，百胜在上海大华低调开业了“东方既白”，截止至2013年，东方既白共有近30家连锁店分布在上海、北京、广州和苏州等城市 ，2012年至2015年曾关闭多家门店，但2018年又增加4间门店。
所提供的食品與服務有：早餐、下午茶、飯食、面条、包子、点心、小吃、甜點、飲料等。
2022年3月，百胜中国发布2021年度报告，其中宣布由于“品牌受到新冠疫情的严重影响”，将于2022年底前终止运营东方既白品牌，并永久关闭5家东方既白门店。截至2022年3月，东方既白官网已无法打开，加盟热线结果也为空号。